# 吴慧
吴慧（1977年—）是一位美国华人材料化学家。

## 生平
1999年获得清华大学学士学位，2001年获得清华大学硕士学位，师从康飞宇。2005年获得宾夕法尼亚大学博士学位。同年在國家標準技術研究所担任博士后。2007年进入马里兰大学科利奇帕克分校担任助教，2015年升任高级研究员。